# Lietuvos geležinkeliai

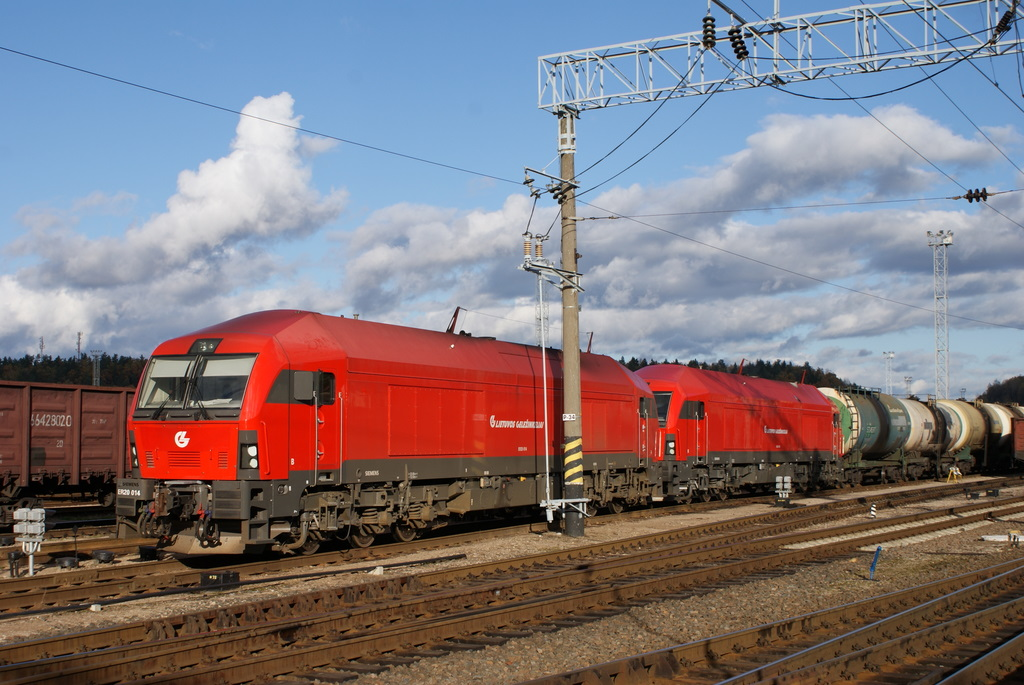
Motorové lokomotivy Siemens ER20 Litevských železnic

AB Lietuvos geležinkeliai (dřívější VKM: LG, Litevské železnice, zkratka LTG) je litevská společnost, která byla původně litovskou národní unitární železniční společností, po přechodu na holdingové uspořádání v roce 2020 se jedná o mateřskou společnost firem zabývajících se provozováním dráhy, provozováním osobní a nákladní železniční dopravy aj.
Síť Litevských železnic tvoří 1749 km tratí širokého rozchodu 1520 mm, z nichž 122 km je elektrifikováno soustavou 25 kV, 50 Hz, a 22 km normálněrozchodných tratí. 179 km úzkorozchodných tratí bylo v roce 2001 odděleno do samostatné společnosti ASG, v současnosti je z nich provozováno 68 km.
V roce 2007 Litevské železnice přepravily 5,4 milionů cestujících a 53,5 milionů tun nákladu. Hlavním přepravovaným nákladem je ropa a ropné produkty.

## Historie
V roce 1851 se ruská vláda rozhodla postavit železniční spojení Petrohrad–Varšava. Součástí tratě byl i úsek Daugavpils–Vilnius–Kaunas–Virbalis, jehož stavba započala v roce 1858 a dokončena byla v roce 1860. Během okupace Litvy německými vojsky v roce 1915 se železnice stala hlavním prostředkem pro zásobování potravinami a municí. Po obnovení samostatnosti Litvy v roce 1918 se v roce 1919 dohodla litevská vláda na převzetí železnic pod svou správu.
Po první světové válce Litevské železnice provedly obnovu tratí a jejich propojení v železniční síť. V roce 1923 připadla oblast Klaipėdy zpět Litvě a přístav v Klaipėdě se stal součástí litevského systému železnic. V roce 1941 obsadili Litvu nacisté a přebudovali celou síť z širokorozchodné na normálněrozchodnou.[zdroj?] Tato změna však neměla dlouhého trvání, již v roce 1944 po znovuobsazení Sovětským svazem proběhla úprava zpět na široký rozchod. Během sovětské nadvlády byly železnice Baltských států spravovány z Rigy. V roce 1991 byly železnice v Pobaltí opět rozděleny na národní společnosti.
V roce 2020 firma přešla na holdingové uspořádání a mezi dceřiné společnosti patří především:
- LTG Link
- LTG Cargo
- LTG Infra

## Železniční vozidla
- 171 lokomotiv pro nákladní dopravu
- 17 lokomotiv pro osobní dopravu
- 89 posunovacích lokomotiv
- 58 motorových jednotek
- 17 elektrických jednotek